# 吉田村 (宮城県黒川郡)
吉田村（よしだむら）は、昭和30年（1955年）まで宮城県黒川郡の南西部にあった村。現在の大和町吉田にあたる。

## 沿革
- 明治22年（1889年）4月1日 - 町村制施行にともない、吉田村と高田村が合併して新制の吉田村が発足。
- 昭和30年（1955年）4月20日 - 吉岡町・落合村・鶴巣村・宮床村と合併し、大和町となる。

## 行政

### 歴代村長
| 代 | 氏名       | 就任                       | 退任                       | 備考 |
| -- | ---------- | -------------------------- | -------------------------- | ---- |
| 1  | 佐藤勘吉   | 明治22年（1889年）4月22日  |                            |      |
| 2  | 伊藤弥太夫 | 明治26年（1893年）4月24日  |                            |      |
| 3  | 堀籠半兵衛 | 明治32年（1899年）6月16日  | 大正4年（1915年）8月29日   |      |
| 4  | 伊藤弥三郎 | 大正6年（1917年）7月4日    |                            |      |
| 5  | 佐藤喜三郎 | 大正14年（1925年）12月1日  | 昭和8年（1933年）11月15日  |      |
| 6  | 阿部運之助 | 昭和9年（1934年）1月19日   |                            |      |
| 7  | 堀籠強     | 昭和13年（1938年）1月19日  | 昭和17年（1942年）9月15日  |      |
| 8  | 伊藤豊之助 | 昭和17年（1942年）10月27日 | 昭和21年（1946年）11月30日 |      |
| 9  | 若生重次郎 | 昭和22年（1947年）4月5日   | 昭和30年（1955年）4月19日  |      |